# 森田将棋
森田将棋（もりたしょうぎ）は、コンピュータ将棋ソフトウェアのシリーズ。テーブルゲームの思考ルーチン開発者である森田和郎の姓を冠している。

## 概要
開発会社は森田和郎が起業したランダムハウス（のち、悠紀エンタープライズに事業譲渡）。1985年以降、さまざまなプラットフォーム、パブリッシャーより発売されている。世界コンピュータ将棋選手権で優勝経験（1991年）を持つコンピュータ将棋の古豪。
プレイヤーだったすぎやまこういちは序盤の駒の組み方に疑問を持ち、ゲームに添付されていたアンケートはがきを熱心に書いたことがきっかけでエニックスからゲーム音楽の依頼が入り、『ウイングマン2 -キータクラーの復活-』の作曲を担当することになった。

## シリーズ
- 森田和郎の将棋（1985年、PC-9801、発売元:エニックス）[2]
- 森田和郎の将棋8ビット版（1986年、PC-8801・X1、発売元:エニックス）[2]
- 森田将棋（1987年、ファミリーコンピュータ、発売元:セタ） - 本ソフトで条件を満たすと、日本将棋連盟のアマ2級を取得できる。
- 森田将棋II（1989年3月15日、PC-9801M以降、FM TOWNS、X68000 発売元:エニックス）
- 初段 森田将棋（1991年、スーパーファミコン、発売元:セタ） - 本ソフトで条件を満たすと、日本将棋連盟のアマ初段を取得できる。
- 森田将棋PC（1991年、PCエンジン、発売元:NECアベニュー）
- 早指し二段 森田将棋（1993年、スーパーファミコン、発売元:セタ） - 本ソフトで条件を満たすと、日本将棋連盟のアマ三段を取得できる。
- 早指し二段 森田将棋2（1995年、スーパーファミコン、発売元:セタ） - 本ソフトで条件を満たすと、日本将棋連盟のアマ三段を取得できる。
- 森田将棋（1997年、PlayStation、発売元:セタ）
- 森田将棋64（1998年、NINTENDO 64、発売元:セタ）
- 森田の最強将棋（1999年、ドリームキャスト、発売元:悠紀エンタープライズ） - VGAボックス対応。[3]
- 森田将棋 for ワンダースワン（1999年、ワンダースワン、発売元:悠紀エンタープライズ）
- 森田将棋（2000年、PlayStation 2、発売元:悠紀エンタープライズ）
- 森田将棋あどばんす（2001年、ゲームボーイアドバンス、発売元:ハドソン）
- 森田将棋DS（2007年、ニンテンドーDS、発売元:ハドソン）
- 森田将棋（2009年、iPhone/iPod touch、発売元:タイトー）

### 森田将棋(FC)
セタは「内藤九段将棋秘伝」を発売しており、1987年には森田将棋(FC)を発売。
ファミコン初のバッテリーバックアップを採用したことでも知られている。AIが強くなっていたり、詰め将棋を解いてくれるようになるなど機能も充実してきた。

### 初段森田将棋
1991年8月にセタから発売された初のスーパーファミコン用将棋ソフト。
CPUに勝てば段位を認めてもらえるという初の取り組みがあった。しかしながらCPUは長考を重ねプレーヤーには1手20秒を課すなど悪条件で難易度を上げているのは評判が悪かった。

### 早指し二段 森田将棋2
1995年5月24日にセタより発売されたスーパーファミコン用ソフト。
初段森田将棋では苦情が殺到したためか、SFC特殊チップの使用により早指しを打ち出している。
コンピュータとの対戦に勝てば家庭にいながら手軽に最高三段までの正式な段、級位をとることができるソフトとして認定競技会も発売と同時に開催された。認定競技会は一般公募の中から選ばれた参加者15名が「森田将棋2」の段、級位獲得戦モードでコンピュータと対戦する。その対戦の内容や棋譜をプロ棋士が評定して、それぞれの段、級位を判断するものだった。会場には当時活躍中の塚田泰明と斎田晴子が評定役として来場していた。

### 森田将棋64
1998年4月3日にセタより発売されたNINTENDO 64用ソフト。
カートリッジにモジュラーケーブルを接続するための端子が付いており、ネットワーク対戦（有料）に対応しており、日本将棋ネットワーク主催の日将連ネットにアクセスすることで通信対戦や情報交換が可能だった（現在は終了）。そのため従来のカートリッジに比べ奥まった特殊な形状をしている。
モジュラーケーブルが未接続の状態でも「対局室」「段級位認定」「研究室」「詰め将棋」の4つのモードに影響はない。段級位認定モードでは、対局を5局行ない、”つぎの一手”20問に解答する。その結果によって段級位が判定される。最後に表示されるパスワードを付属のはがきに書いて応募することで正式な段級位の取得が可能。
日本のみで発売され、発売数は公表されていないが、潤沢な本数が出荷されたものの販売が振るわなかった。そのため中古市場でも未開封状態で流通していることが珍しくない。セタから発売された最後の森田将棋となり、開発のランダムハウスも翌年に悠紀エンタープライズに営業権を譲渡している。

## 競技会成績
| 大会/年                    | 1990 | 1991 | 1992 | 1993 | 1994 | 1996 | 1997 | 1998 | 1999 |
| -------------------------- | ---- | ---- | ---- | ---- | ---- | ---- | ---- | ---- | ---- |
| 世界コンピュータ将棋選手権 | 3    | 1    | 3    | 3    | 2    | 3    | 4    | 6    | 12   |